# I Still Miss Someone
Pistes de The Fabulous Johnny Cash
That's Enough
(6) Don't Take Your Guns to Town
(8)
I Still Miss Someone est une chanson de l'Auteur-compositeur-interprète américain de musique country Johnny Cash. Elle a été enregistrée en 1958 et, bien qu'elle ne soit jamais sorti en single, elle a été largement reprises par plusieurs autres artistes, parmi lesquels Flatt & Scruggs, Don King, Emmylou Harris, Martina McBride en duo avec Dolly Parton, Stevie Nicks, Nanci Griffith, Linda Ronstadt.